# بن جانستون

بن جانستون (انگلیسی: Ben Johnston) (زاده ۱۵ مارس ۱۹۲۶ در ماکن، جورجیا - درگذشته ۲۱ ژوئیه ۲۰۱۹) آهنگساز موسیقی کلاسیک معاصر بود که با استفاده از نظام کوک خالص آهنگسازی می‌کرد.
مارک تیلور در سال ۲۰۰۲ در مطلبی جانستون را «بهترین آهنگساز غیر مشهوری که این سده می‌تواند ارائه کند» نامید.